# مایو ماتسواوکا
مایو ماتسواوکا (انگلیسی: Mayu Matsuoka؛ زادهٔ ۱۶ فوریهٔ ۱۹۹۵) یک هنرپیشه اهل ژاپن است. وی در فیلم‌های مسئله کیریشیما و دزدان فروشگاه بازی کرده است.